# Manoir de Degerö
Le manoir de Degerö (en finnois : Degerön kartano ; en suédois : Degerö gård) est situé dans le quartier de Laajasalo à Helsinki. 
Il a été fondé au XVIIe siècle, mais son bâtiment principal date du XIXe siècle.